# ناحیه بیر کریک شماره ۴، شهرستان سیرسی، آرکانزاس
ناحیه بیر کریک شماره ۴ (به انگلیسی: Bear Creek No. 4 Township) یک منطقهٔ مسکونی در ایالات متحده آمریکا است که در شهرستان سیرسی، آرکانزاس واقع شده‌است. ناحیه بیر کریک شماره ۴ ۹۸۹ نفر جمعیت دارد.